# Bob Rivers
Robert Rivers (Branford, 17 de julho de 1956 – Vermont, 11 de março de 2025) foi um cantor e DJ dos Estados Unidos da América. Ele faz paródias de várias músicas, especialmente músicas de Natal.

## Discografia

### Álbuns de estúdio
| Ano  | Álbum                              | Posições nas paradas | Posições nas paradas | Posições nas paradas | Posições nas paradas | Gravadora |
| Ano  | Álbum                              | US Holiday           | US                   | US Heat              | US Country           | Gravadora |
| ---- | ---------------------------------- | -------------------- | -------------------- | -------------------- | -------------------- | --------- |
| 1992 | Twisted Christmas                  |                      |                      |                      |                      | Critique  |
| 1993 | I Am Santa Claus                   | 23                   | 106                  | 1                    |                      | Atlantic  |
| 1994 | Twisted Tunes                      |                      |                      |                      |                      | Atlantic  |
| 1997 | More Twisted Christmas             |                      |                      | 13                   |                      | Atlantic  |
| 2000 | Chipmunks Roasting on an Open Fire |                      |                      |                      |                      | Atlantic  |
| 2002 | White Trash Christmas              |                      |                      |                      | 42                   | Atlantic  |

### Coletâneas
| Ano  | Álbum                               | US Holiday | Gravadora |
| ---- | ----------------------------------- | ---------- | --------- |
| 1994 | Twisted Christmas                   | 19         | Atlantic  |
| 1997 | The Best of Christmas Tunes, Vol. 1 |            | Atlantic  |
| 1997 | The Best of Christmas Tunes, Vol. 2 |            | Atlantic  |
| 1997 | The Best of Twisted Tunes, Vol. 1   |            | Atlantic  |
| 1997 | The Best of Twisted Tunes, Vol.2    |            | Atlantic  |

## Morte
Rivers morreu no dia 11 de março de 2025, aos 68 anos, por complicações de um câncer no esôfago.